# Rita Mateus
Rita Vianney Mateus Rodríguez (ur. 4 sierpnia 1979) – kolumbijska zapaśniczka w stylu wolnym. Trzecia na mistrzostwach panamerykańskich w 2003 i 2004. Brązowa medalistka igrzysk Ameryki Środkowej i Karaibów w 1998, a także igrzysk boliwaryjskich w 2001 roku.